# Cimos
Cimos D.D. — словенская машиностроительная компания, расположенная в городе Копер.

## История
В 1972 компании Citroën, Iskra и Tomos основали в городе Копер (на территории бывшей Югославии) фирму Tovarna Automobilov Cimos, до 1985 выпускавшую автомобили под маркой Cimos, а позже автозапчасти для машин Citroën, (с 1989 года также и для других типов).
После реструктуризации 1996 года, преобразована в акционерное общество и переименована в Cimos D.D. Благодаря приобретению фирм Labinprogres TPS d.o.o. в 2001 и Litostroj Power  в 2003, расширила свою деятельность на выпуск сельскохозяйственной техники и электротехники.

## Производство автомобилей
Предприятие занималось лицензионным выпуском автомобилей Citroën: 2 CV 6, CX, DS, Dyane и GS. Citroën Acadiane производилась под названием DAK, с кузовами фургон и пикап.